# Sivergues
Sivergues est une commune française, située dans le département de Vaucluse en région Provence-Alpes-Côte d'Azur.

## Géographie
« C'est bougrement perché Sivergues ! et perdu au diable... » (Henri Bosco).
|       | Saignon   |          |
| Buoux | Sivergues | Auribeau |
|       | Vaugines  | Cucuron  |

### Localisation
Sivergues est située sur la face nord du massif du Grand Luberon, à 570 mètres d'altitude. L'on y accède par la route départementale 114, après plusieurs kilomètres en cul-de-sac.

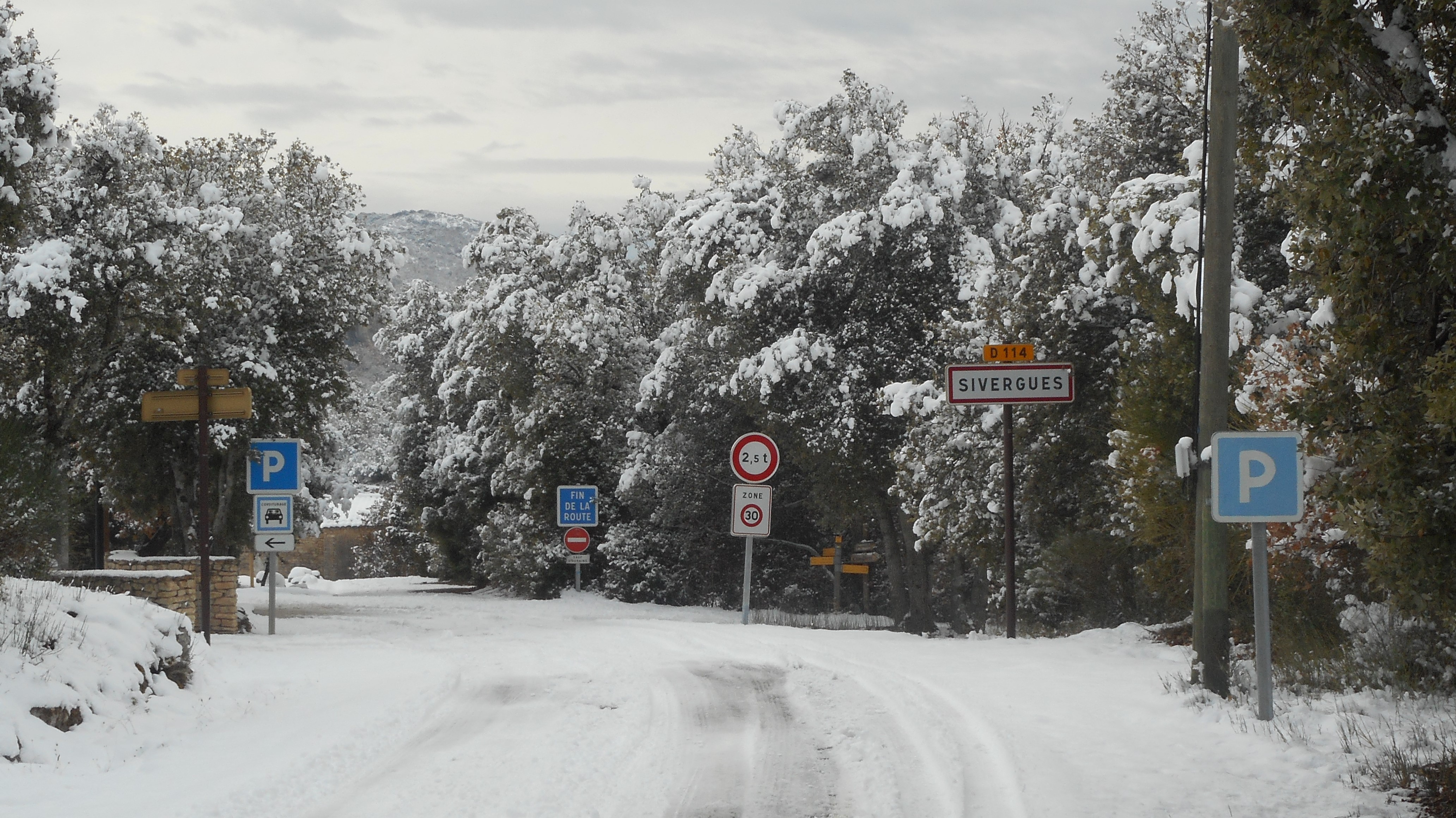
Panneau Fin de la route à l'entrée du village.

Sivergues fait partie du parc naturel régional du Luberon.
Les communes limitrophes sont Buoux à l'ouest, Saignon au nord, Auribeau à l'est. Au sud, par delà le Luberon Cucuron et Vaugines.
En voiture et en temps normal, Buoux est à 9 km et 14 minutes, Saignon à 9 km et 16 minutes, Auribeau à 10 km et 18 minutes, Apt à 11 km et 21 minutes, Bonnieux à 16 km et 22 minutes. Avignon est à 1 h 15 et 65 km.
Les commerces, écoles, établissements de santé, etc. les plus proches se situent à Apt, même s’il y en a aussi à Saignon mais plus restreints.
Avec ses 43 habitants et 4,6 hab./km2 ainsi que sa localisation en pleine nature loin des villes, Sivergues a tout d'un espace à faible densité de population ( - de 30 hab./km2), et c'est la troisième commune la moins peuplée du Vaucluse.
Passage du GR9.

### Hydrographie
La rivière Aigue Brun y passe, elle se situe au nord de la commune et fait la limite avec Buoux et Saignon.

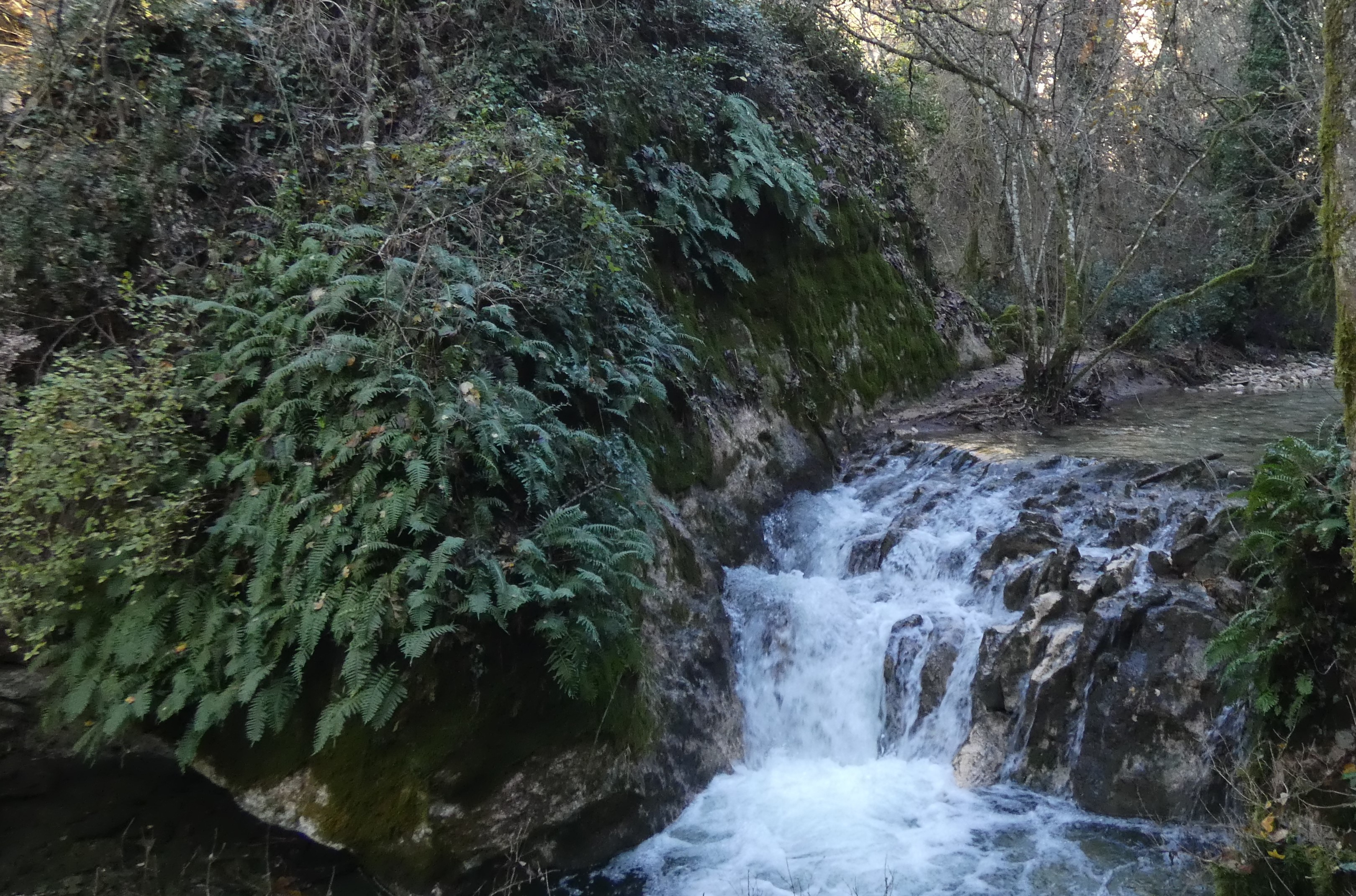
L'Aigue Brun après de fortes pluies.

### Relief
Le relief de la commune peut se diviser en deux grandes zones :
- au nord, le bas des flancs du Luberon où se mêlent ravins et plateaux avec l'Aigue Brun ;
- au sud, le relief s'élève jusqu'à la ligne de crête de la montagne du Luberon. Les altitudes les plus hautes se situent à l'extrême sud-est, au niveau de cette ligne avec 993 m aux Estrugets. Nombreux ravins parallèles d'orientation nord-sud.

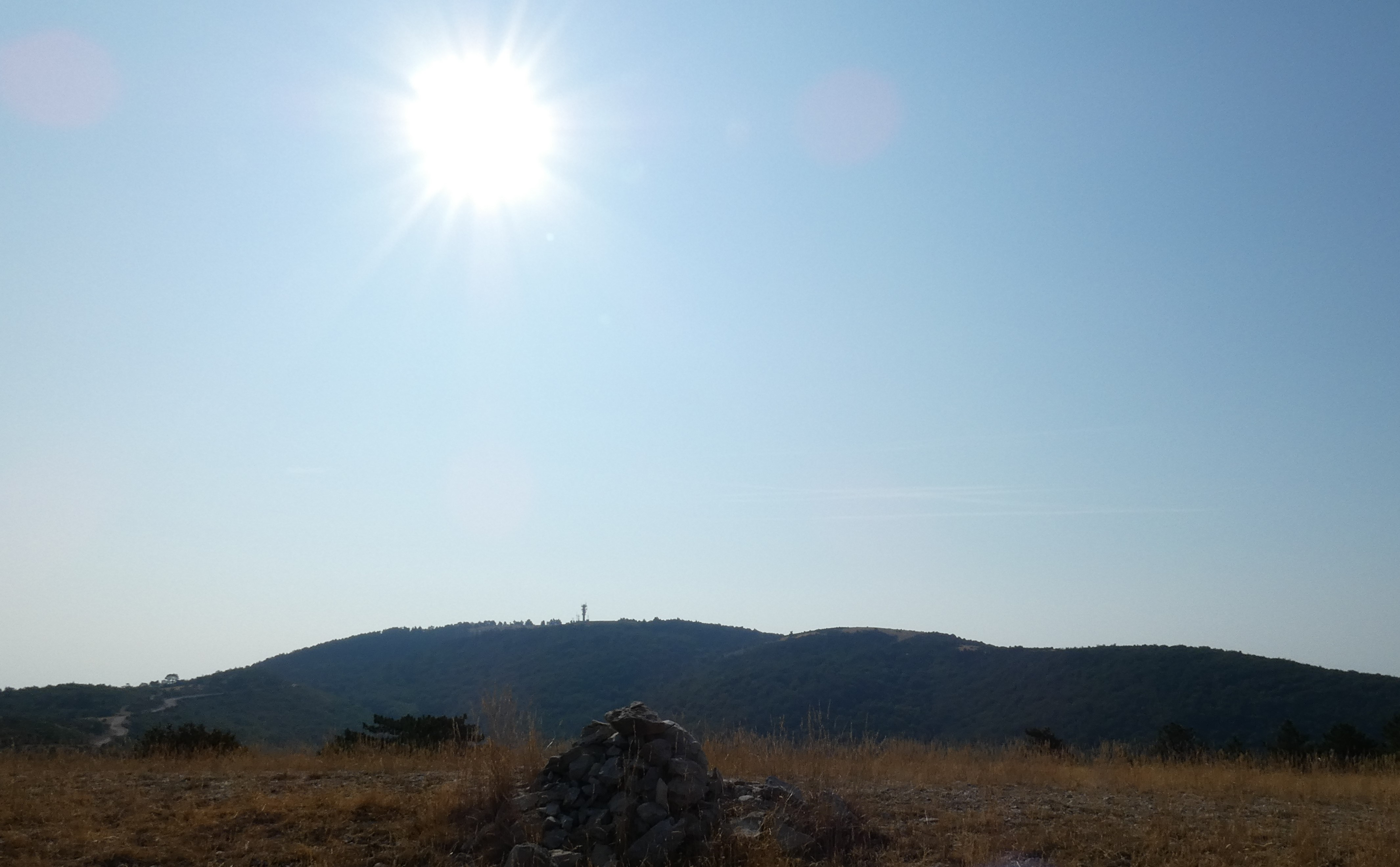
Depuis les Estrugets avec vue sur le Mourre Nègre, sommet du Luberon à 1125 m d'altitude.

### Utilisation du sol
Principalement des bois et forêts, quelques terres agricoles au niveau des plateaux au nord.

### Risques sur la commune
Les risques recensés sur la commune sont :
- Feux de forêt. La commune se trouvant au cœur du Luberon, le risque est d'autant plus présent, et c'est pour cela que notamment en été il faut y être très vigilant, il existe même une carte d'accès aux massifs l'été sur le site de la préfecture de Vaucluse, qu'il faut consulter avant sa randonnée dans le massif en été.
- Mouvement de terrain : éboulements, chute de pierres et de blocs ; glissement de terrain ; tassements différentiels.
- Séisme : Zone de sismicité 4 (moyenne). Contrairement à la vallée d'Apt qui est en risque modéré, comme Sivergues, les villages perchés du Luberon sont classés en risque moyen, c'est-à-dire en zone 4 sur une échelle de 5.
- Autres : Les risques suivants ne sont pas référencés, mais avec le réchauffement climatique ils s'accentuent ces dernières années : la sécheresse, les fortes chaleurs (même si le village est en hauteur, il y a fait environ 40 °C lors de la canicule de juin 2019), et les fortes pluies, qui peuvent provoquer des ruissellements. Néanmoins, la commune n'est pas classée en risque inondation, car la rivière qui y passe se situent 100 m d'altitude plus bas que le centre du village.

### Climat
Pour des articles plus généraux, voir Climat de Provence-Alpes-Côte d'Azur et Climat de Vaucluse.
En 2010, le climat de la commune est de type climat méditerranéen altéré, selon une étude du Centre national de la recherche scientifique s'appuyant sur une série de données couvrant la période 1971-2000. En 2020, Météo-France publie une typologie des climats de la France métropolitaine dans laquelle la commune est exposée à un climat méditerranéen et est dans la région climatique  Provence, Languedoc-Roussillon, caractérisée par une pluviométrie faible en été, un très bon ensoleillement (2 600 h/an), un été chaud (21,5 °C), un air très sec en été, sec en toutes saisons, des vents forts (fréquence de 40 à 50 % de vents > 5 m/s) et peu de brouillards. 
Pour la période 1971-2000, la température annuelle moyenne est de 11,8 °C, avec une amplitude thermique annuelle de 16,7 °C. Le cumul annuel moyen de précipitations est de 845 mm, avec 6,1 jours de précipitations en janvier et 3,1 jours en juillet. Pour la période 1991-2020, la température moyenne annuelle observée sur la station météorologique de Météo-France la plus proche, « Apt-Viton », sur la commune d'Apt à 5 km à vol d'oiseau, est de 13,9 °C et le cumul annuel moyen de précipitations est de 770,3 mm. 
La température maximale relevée sur cette station est de 43,6 °C, atteinte le 28 juin 2019 ; la température minimale est de −16,4 °C, atteinte le 7 janvier 1985,,. 
Les paramètres climatiques de la commune ont été estimés pour le milieu du siècle (2041-2070) selon différents scénarios d'émission de gaz à effet de serre à partir des nouvelles projections climatiques de référence DRIAS-2020. Ils sont consultables sur un site dédié publié par Météo-France en novembre 2022.

## Urbanisme

### Typologie
Au 1er janvier 2024, Sivergues est catégorisée commune rurale à habitat très dispersé, selon la nouvelle grille communale de densité à sept niveaux définie par l'Insee en 2022.
Elle est située hors unité urbaine. Par ailleurs la commune fait partie de l'aire d'attraction d'Apt, dont elle est une commune de la couronne,. Cette aire, qui regroupe 18 communes, est catégorisée dans les aires de moins de 50 000 habitants,.

### Occupation des sols
L'occupation des sols de la commune, telle qu'elle ressort de la base de données européenne d’occupation biophysique des sols Corine Land Cover (CLC), est marquée par l'importance des forêts et milieux semi-naturels (90,1 % en 2018), une proportion sensiblement équivalente à celle de 1990 (90,8 %). La répartition détaillée en 2018 est la suivante : 
forêts (78,8 %), milieux à végétation arbustive et/ou herbacée (11,4 %), zones agricoles hétérogènes (9,9 %). L'évolution de l’occupation des sols de la commune et de ses infrastructures peut être observée sur les différentes représentations cartographiques du territoire : la carte de Cassini (XVIIIe siècle), la carte d'état-major (1820-1866) et les cartes ou photos aériennes de l'IGN pour la période actuelle (1950 à aujourd'hui).

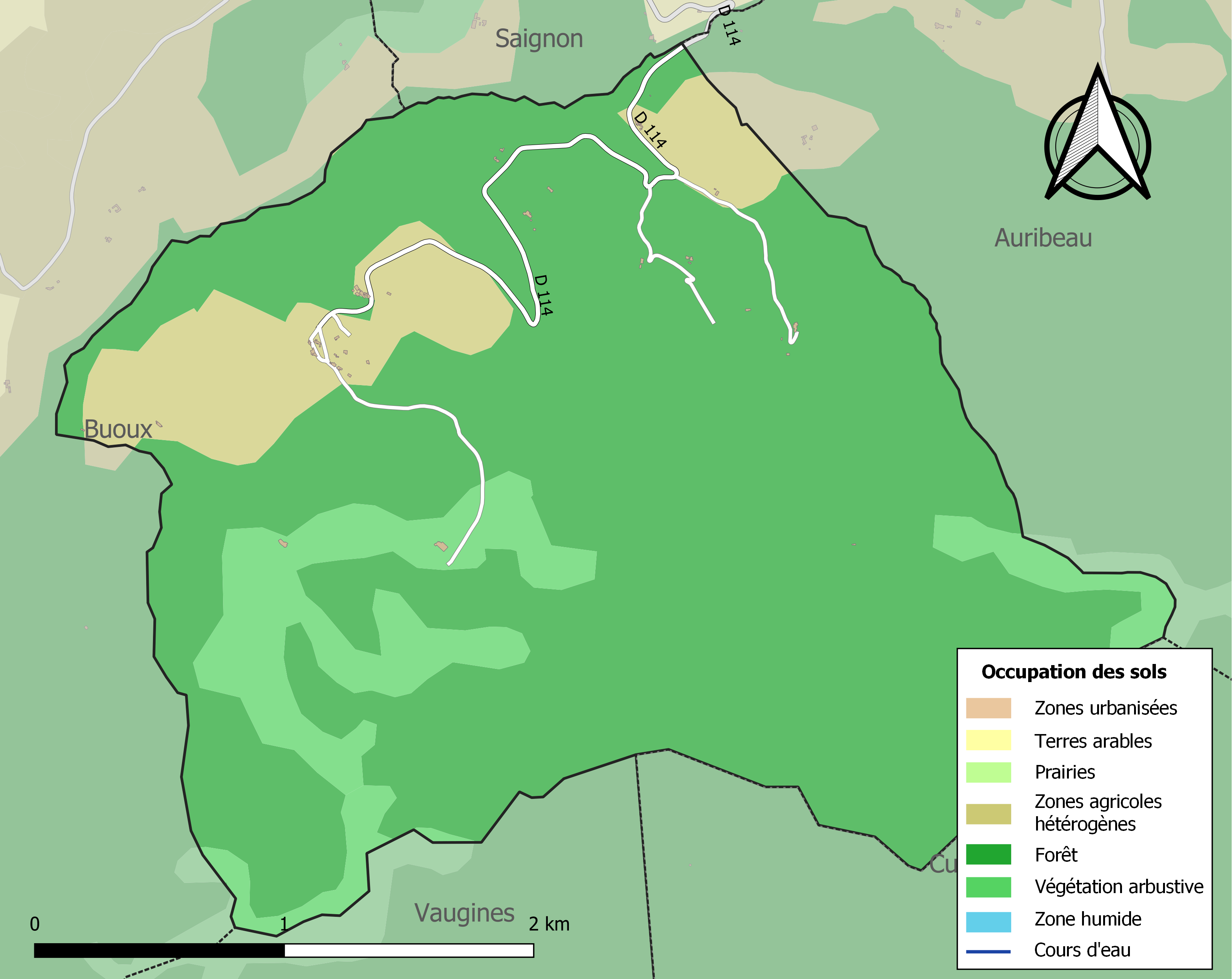
Carte des infrastructures et de l'occupation des sols de la commune en 2018 (CLC).

## Histoire
L'origine de la localité semble être datée du Ve siècle, lorsque la femme de saint Castor et six compagnes y auraient fondé un couvent. Certains d'ailleurs attribuent le nom de la commune à ses six vierges. Cité en 1067 : "Sex Virgae" et vers 1200 : "Siuergia"[réf. nécessaire].
D'après Albert Dauzat et Charles Rostaing, ce toponyme  provient du nom d'homme latin *Sivius, d'après Sivinius, et suffixe -enicum ; le passage de Sivinicum à Sivergues étant comparable à celui de Dominicus à Doumergue.
Au XIIe siècle, Sivergues appartient aux comtes de Forcalquier. Le castrum y est créé dans un territoire vierge de toute occupation humaine. Lorsque le comté de Forcalquier perd son indépendance en 1209, à la mort de Guillaume II, un de ses neveux, Guillaume de Sabran tente de le relever. Après une lutte de dix ans, il passe un accord à Meyrargues le 29 juin 1220 avec Raimond Bérenger IV, comte de Provence et lui aussi héritier du comté de Forcalquier. Par cet accord, la moitié sud du comté, dont Sivergues, lui est donnée. Guillaume de Sabran conserve sa moitié de comté jusqu'à sa mort, vers 1250.
Au XIIIe siècle, édification de l'église primitive Saint-Trophime.
1481, à la suite de la mort du roi René, le comté de Provence dont Sivergues fait partie est incorporé au royaume de France sous l'appellation de « province royale française ».
En 1501, le seigneur fait venir des Vaudois (entre 7 et 8 familles selon les sources) pour occuper les terres.
En 1545, Sivergues comme de nombreux autres villages vaudois, est fortement touché par la répression conduite par Jean Maynier, baron d’Oppède.

### Héraldique
| Armes de Sivergues | Les armes peuvent se blasonner ainsi : D'or à la croix de huit pointes pommetée de sable, chargée d'une colombe fondante d'argent, accompagnée en chef d'une fleur de lys accostée de deux tours, le tout d'azur. |

## Politique et administration

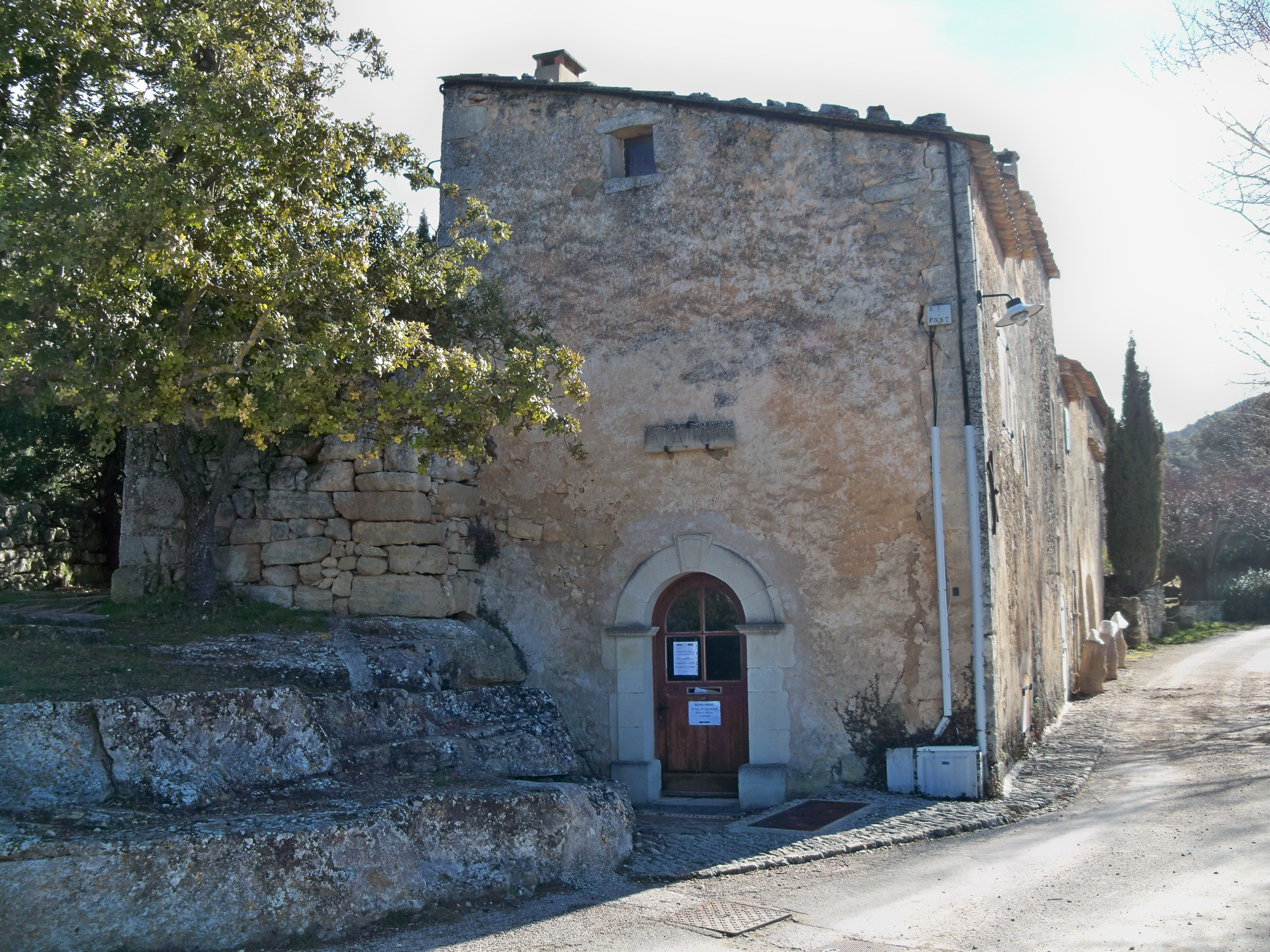
Mairie de Sivergues.

| Période                                  | Période      | Identité        | Étiquette     | Qualité      |
| ---------------------------------------- | ------------ | --------------- | ------------- | ------------ |
|                                          |              | Frédéric Lazard |               | préhistorien |
|                                          | janvier 1955 | Antonin Aillaud |               |              |
|                                          |              | André Aillaud   |               |              |
| avant 1988                               | mars 2001    | Raoul Esparon   |               |              |
| mars 2001                                | mars 2004    | Paul Pessemesse |               |              |
| mars 2004                                | mars 2008    | Yves Le Dizes   |               |              |
| mars 2008                                | 2020         | Gisèle Martin   | sans étiquète |              |
| 2020                                     | En cours     | Martine Calas   | sans étiquète |              |
| Les données manquantes sont à compléter. |              |                 |               |              |

### Fiscalité
| Taxe                                                | part communale | Part intercommunale | Part départementale | Part régionale |
| --------------------------------------------------- | -------------- | ------------------- | ------------------- | -------------- |
| Taxe d'habitation (TH)                              | 4,50 %         | 0,00 %              | 7,55 %              | 0,00 %         |
| Taxe foncière sur les propriétés bâties (TFPB)      | 4,50 %         | 0,00 %              | 10,20 %             | 2,36 %         |
| Taxe foncière sur les propriétés non bâties (TFPNB) | 50,00 %        | 0,00 %              | 28,96 %             | 8,85 %         |
| Taxe professionnelle (TP)                           | 00,00 %        | 20,00 %             | 13,00 %             | 3,84 %         |

La part régionale de la taxe d'habitation n'est pas applicable.

## Démographie
L'évolution du nombre d'habitants est connue à travers les recensements de la population effectués dans la commune depuis 1793. Pour les communes de moins de 10 000 habitants, une enquête de recensement portant sur toute la population est réalisée tous les cinq ans, les populations de référence des années intermédiaires étant quant à elles estimées par interpolation ou extrapolation. Pour la commune, le premier recensement exhaustif entrant dans le cadre du nouveau dispositif a été réalisé en 2008.

En 2022, la commune comptait 44 habitants, en évolution de +4,76 % par rapport à 2016 (Vaucluse : +1,73 %, France hors Mayotte : +2,11 %).
| 1793 | 1800 | 1806 | 1821 | 1831 | 1836 | 1841 | 1846 | 1851 |
| ---- | ---- | ---- | ---- | ---- | ---- | ---- | ---- | ---- |
| 136  | 135  | 125  | 109  | 107  | 109  | 86   | 106  | 96   |

| 1856 | 1861 | 1866 | 1872 | 1876 | 1881 | 1886 | 1891 | 1896 |
| ---- | ---- | ---- | ---- | ---- | ---- | ---- | ---- | ---- |
| 104  | 107  | 108  | 100  | 103  | 101  | 81   | 77   | 67   |

| 1901 | 1906 | 1911 | 1921 | 1926 | 1931 | 1936 | 1946 | 1954 |
| ---- | ---- | ---- | ---- | ---- | ---- | ---- | ---- | ---- |
| 57   | 47   | 50   | 42   | 39   | 44   | 35   | 40   | 16   |

| 1962 | 1968 | 1975 | 1982 | 1990 | 1999 | 2006 | 2008 | 2013 |
| ---- | ---- | ---- | ---- | ---- | ---- | ---- | ---- | ---- |
| 29   | 33   | 38   | 41   | 39   | 30   | 44   | 48   | 39   |

| 2018 | 2022 | - | - | - | - | - | - | - |
| ---- | ---- | - | - | - | - | - | - | - |
| 45   | 44   | - | - | - | - | - | - | - |

## Économie

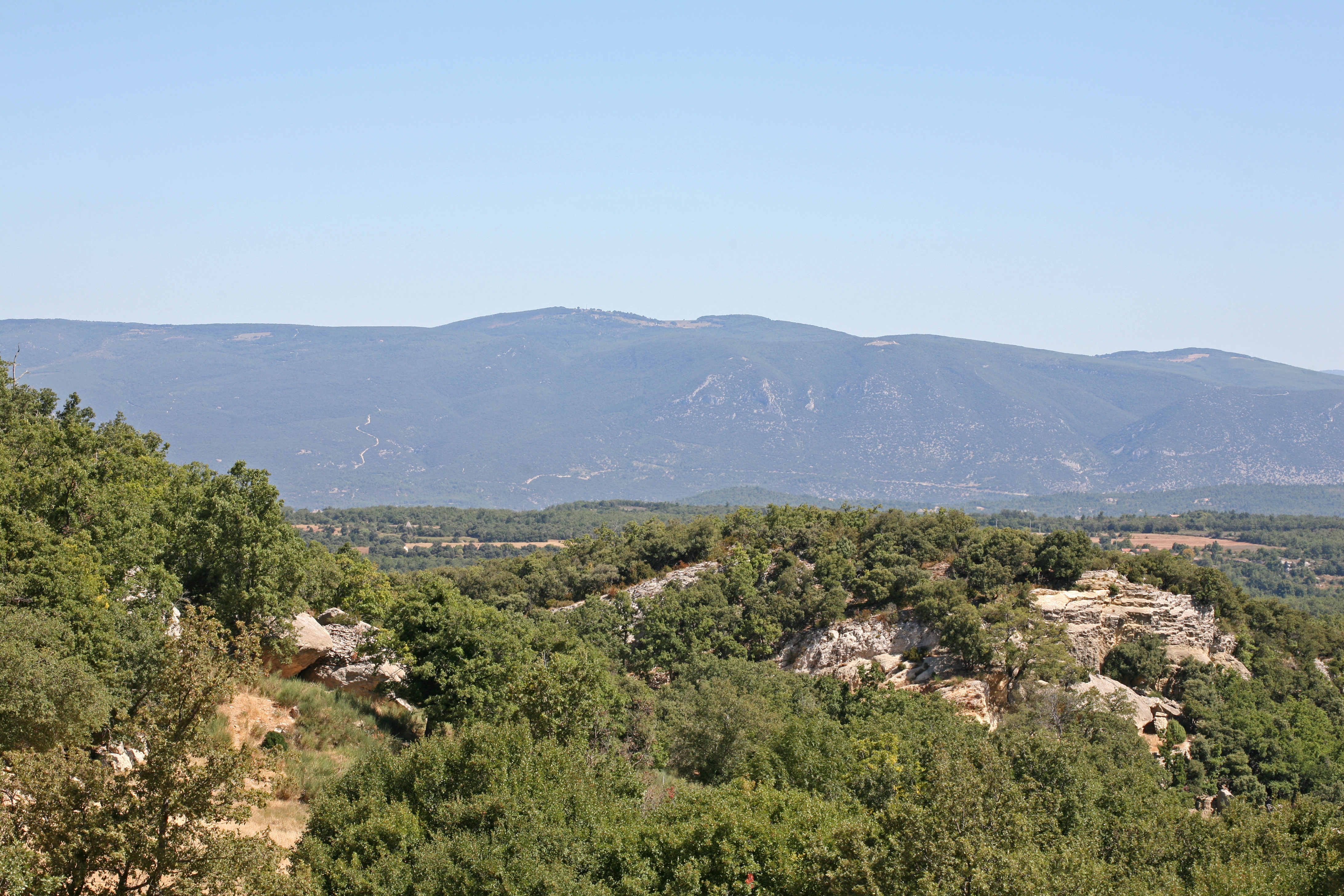
Vue depuis les hauteurs de Sivergues vers les monts de Vaucluse et son sommet, le signal de Saint-Pierre.

Sur cette commune se pratiquent la chasse, les randonnées équestres, pédestre et VTT et plus globalement le tourisme vert.

### Agriculture et production
L'on y produit du lavandin et du miel. Les vignes de la commune, même s'il n'y en a que très peu, produisent des vins qui ne sont pas en appellation d'origine contrôlée, ils peuvent revendiquer, après agrément, le label vin de pays d'Aigues.
Élevage ovin et caprin.

### Tourisme
Comme l'ensemble des communes du Luberon, le tourisme joue un rôle, directement ou indirectement, dans l'économie locale.
On peut considérer trois principales sortes de tourisme en Luberon. Tout d'abord, le tourisme historique et culturel qui s'appuie sur un patrimoine riche des villages perchés ou sur des festivals. Ensuite, le tourisme détente qui se traduit par un important développement des chambres d'hôtes, de l'hôtellerie et de la location saisonnière, par une concentration importante de piscines et par des animations comme des marchés provençaux. Enfin, le tourisme vert qui profite des nombreux chemins de randonnées et du cadre protégé qu'offrent le Luberon et ses environs.
Une chambre d'hôtes + auberge.

## Lieux et monuments

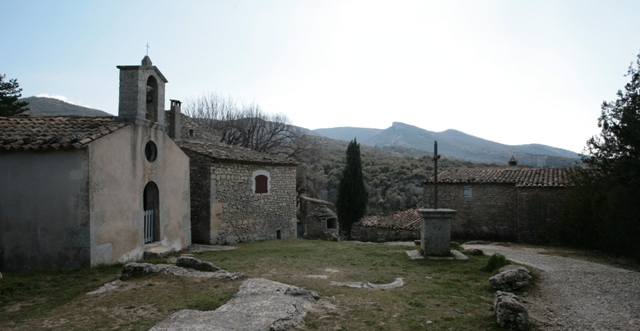
Le village de Sivergues et son église.

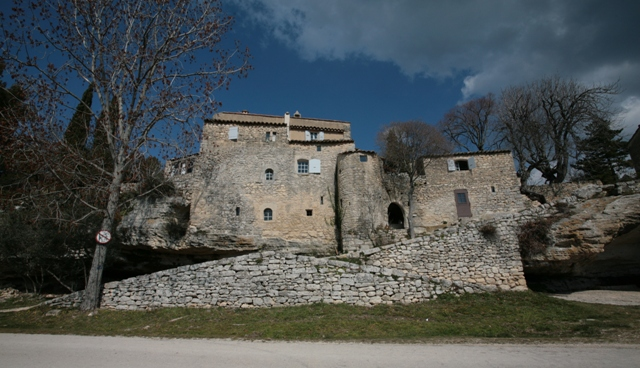
Une propriété de Sivergues.

Sivergues, terminus de la route goudronnée (CD 114), attire les amateurs de vieilles pierres et de randonnées sauvages.
- Église Saint-Pierre-et-Sainte-Marie (fin XVIe). Simple façade avec un oculus.
- Temple protestant du XIXe siècle sur une hauteur nord.
- Ruelles en calade.
- Au Castellas : ruines d'un château médiéval et d'une église romane dédiée à saint Trophime (XIIe siècle) ; cimetière vaudois. Compter une demi-heure à quarante minutes de marche depuis le village.
- Plusieurs tombes rupestres (creusées dans le roc) aux Cros et au Domaine de Paris.
- Nombreuses cabanes en pierre sèche ou bories.

## Personnalités liées à la commune

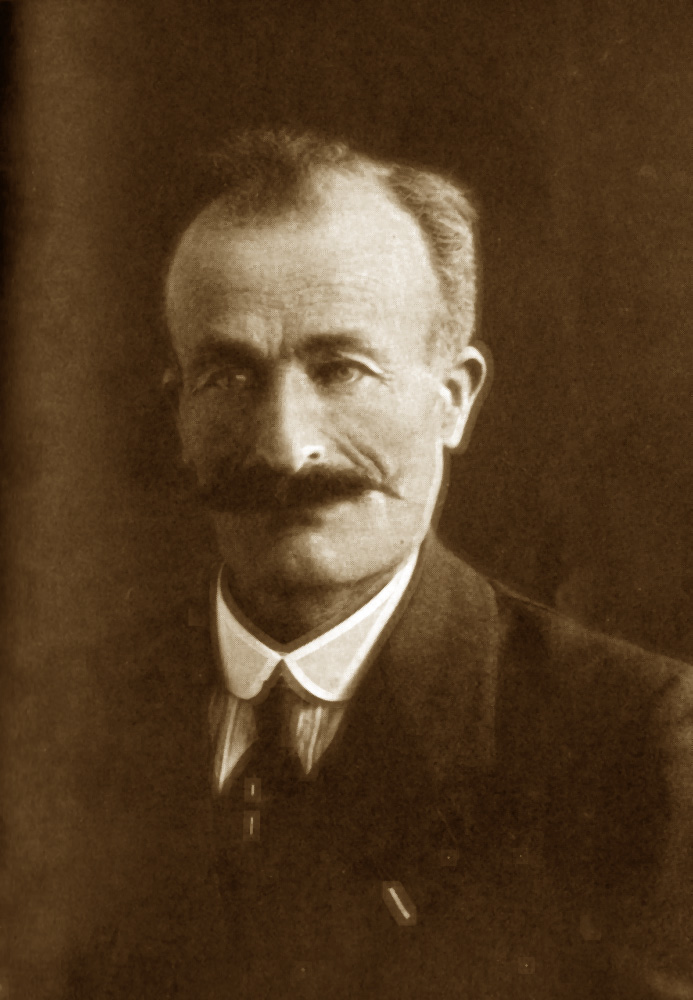
Frédéric Lazard, préhistorien, maire de Sivergues.

Frédéric Lazard, né le 9 mai 1862, à Sivergues, révéla très tôt ses dons pour la musique - c'était un clarinettiste éminent, et il exerça ses talents dans de nombreuses sociétés musicales - tout en étant passionné par la préhistoire. Appelé sous les drapeaux, il fit son armée au 99e régiment d'infanterie de Lyon. De retour dans ses foyers, en 1888, il continua à prospecter des sites dans le pays d'Apt et plus spécifiquement le plateau des Claparèdes.
L'importance de ses découvertes, retint l'attention de plusieurs érudits locaux avec lesquels, il lia des liens d'amitié. Aussi, en 1903, lors de leur fouille en commun à la Baume Croupatière ou grotte Saint-Gervais à Bonnieux, ils décidèrent de fonder une société de préhistoriens ouverte à l'ensemble de leurs collègues à travers toute la France. C'est en janvier 1904 qu'elle fut formalisée. Outre Frédéric Lazard, on trouvait ses amis Marc Deydier, notaire à Cucuron, Anfos Martin, du Tricastin, Albert Moirenc, agent voyer dans le Vaucluse, Ivan Pranishnikoff, un des fondateurs de la Nacioun gardiano et Paul Raymond, médecin à Pont-Saint-Esprit. Ils donnèrent à leur regroupement le nom de Société préhistorique de France. Il est à souligner qu'une plaque commémorative fut posée sur les parois de la grotte de Bonnieux, en septembre 2004, lors du congrès du centenaire qui se tint à Avignon.
Parallèlement, Lazard s'intéressa à la numismatique et à l'histoire de sa région. La compilation de tous ses travaux et ses découvertes durant un demi-siècle, fut publiée, en 1943, sous le titre Les environs d'Apt préhistorique. Étude sur le vallon de Buoux, le versant nord du Luberon et le plateau des Claparèdes, aux points de vue préhistorique et archéologique, aux éditions Rullière d’Avignon.
Frédéric Lazard prit une part importante dans la vie communale de Sivergues. D'abord adjoint au maire, il devint premier magistrat de sa commune durant 40 ans. Durant tout son mandat, il lutta pour maintenir une école publique dans son village, ce qui lui valut d’être nommé officier de l’Instruction Publique. Il mourut dans sa maison de Rocsalière, en novembre 1945. Albert Lazard, son fils, a fait don des 6 000 pièces de sa collection au musée d’Apt le 9 avril 1960. L'une de ses salles porte désormais le nom du préhistorien.